# Tancheng
För andra betydelser, se Tancheng (olika betydelser).
Tancheng är ett härad som lyder under Linyis stad på prefekturnivå i Shandong-provinsen i norra Kina.